# Ibrahim Amadou
Ibrahim Amadou (6 d'abril de 1993) és un futbolista professional francès d'origen camerunès que juga de centrecampista defensiu o defensa central per l'Angers SCO, cedit pel Sevilla FC de La Liga.